# NGC 1222
NGC 1222 je galaksija u zviježđu Eridan.

## Vanjske poveznice
- SEDS: NGC 1222